# Second Chance (album)
Pour les articles homonymes, voir Second Chance.
Second chance est un album d'Olivia sorti 2008. Les titres Twist It, So Sexy ou encore Best Friend ne figurent pas sur l'album ; à la suite des mauvaises ventes de ces derniers, l'album a été totalement ré-enregistré et renommé. Il devait à l'origine s'intituler Behind Closed Doors.

## Liste des morceaux
1. "Baby"
2. "My Life"
3. "It's Just A Friend"
4. "My Love"
5. "My Daddy"
6. "So Stuck"
7. Sounds Good (feat. Keyshia Cole)
8. Cherry Pop (feat. Missy Elliot)
9. My Life
10. Baby U Can Wait For Me
11. Amazin World
12. Hey Man!